# Velenice (district de Česká Lípa)
Pour les articles homonymes, voir Velenice.
Velenice  (en allemand : Wellnitz) est une commune du district de Česká Lípa, dans la région de Liberec, en République tchèque. Sa population s'élevait à 162 habitants en 2021.

## Géographie
Velenice se trouve à 10 km au nord-est de Česká Lípa, à 29 km à l'ouest-sud-ouest de Liberec et à 74 km au nord-nord-est de Prague.
La commune est limitée par Cvikov au nord, par Brniště à l'est, et par Zákupy au sud et à l'ouest.

## Histoire
La première mention écrite de la localité date de 1399.

## Patrimoine

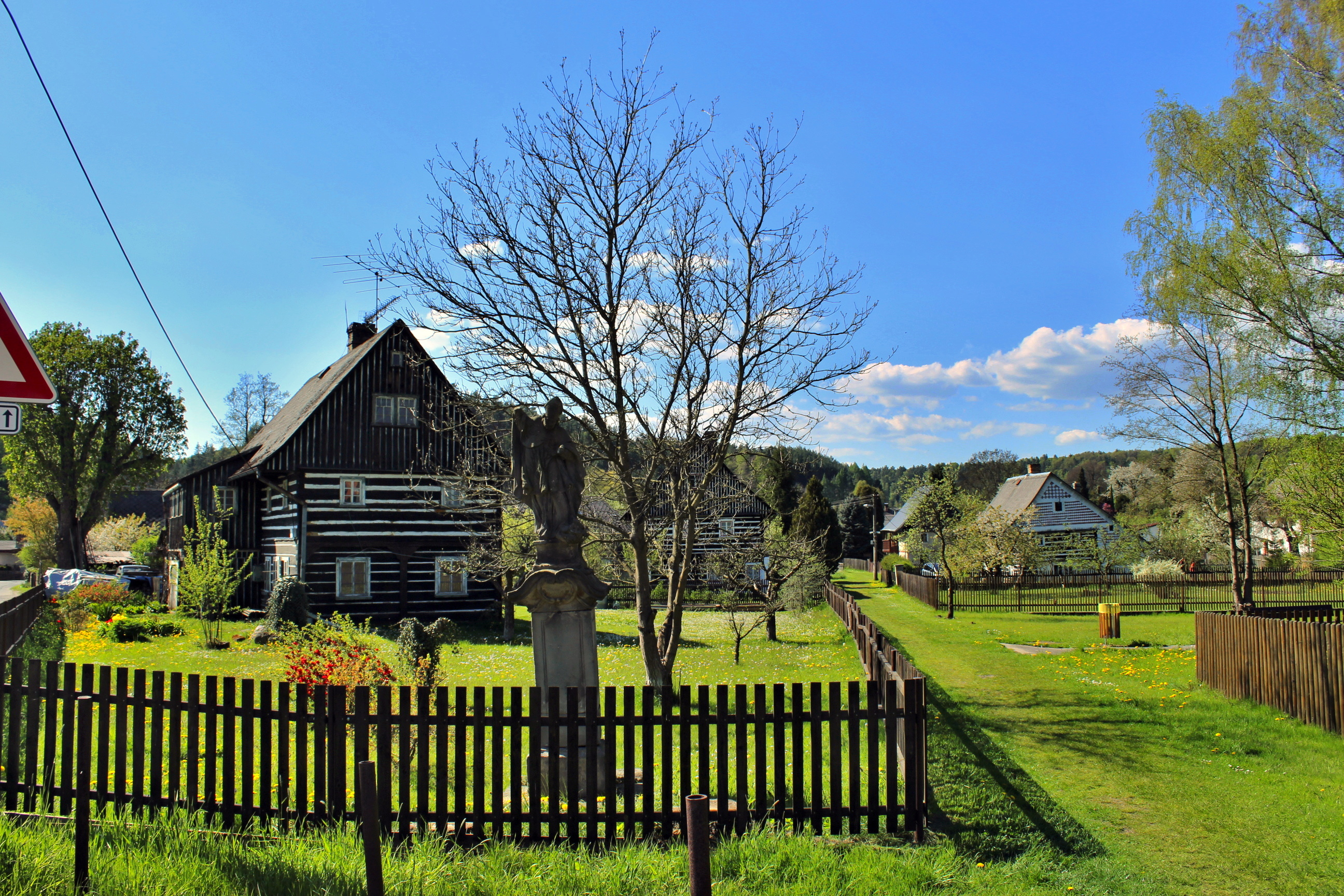
Architecture traditionnelle.
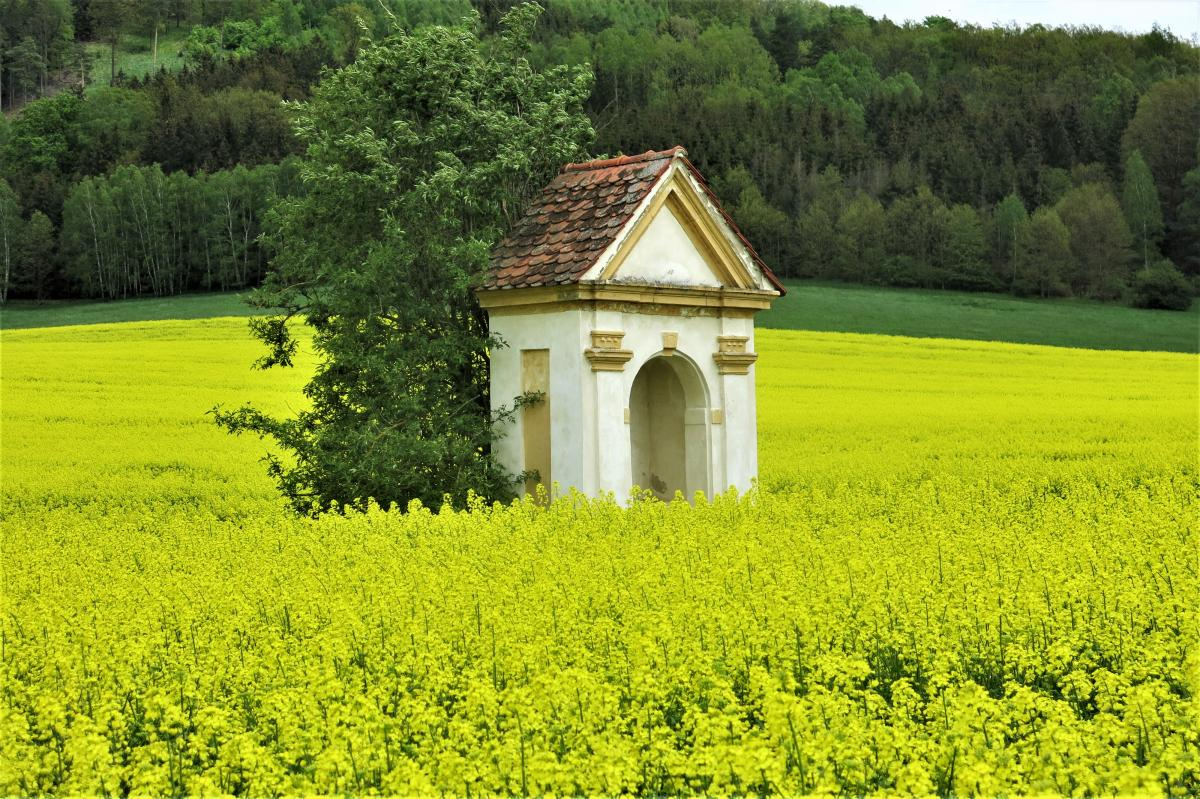
Chapelle dans un champ.

## Transports
Par la route, Velenice se trouve à 12 km de Nový Bor, à 15 km de Česká Lípa, à 36 km de Liberec et à 98 km de Prague.